# Kristjan Čeh
Kristjan Čeh, slovenski atlet, * 17. februar 1999, Ptuj.
Tekmuje v metu diska za Atletski klub Ptuj. Osvojil je srebrno medaljo na Sredozemskih igrah leta 2018 v Tarragoni ter zlati medalji na evropskem pokalu v metalnih disciplinah v Šamorínu in svetovnem mladinskem prvenstvu do 23 let v Gävleju. Leta 2020 je izboljšal več kot 20 let star slovenski rekord v metu diska, 7. junija na atletskem mitingu v Domžalah na 66,29 m, 23. junija na atletskem mitingu v Mariboru pa na 68,75 m, kar je bil tudi tretji najboljši izid sezone na svetu in svetovni rekord v kategoriji mlajših članov (do 23 let). 27. maja 2021 je na tekmi mednarodne atletske lige Telekom Slovenije na Ptuju popravil državni rekord na 69,52 m, 26. junija pa na mitingu v Kuortaneju na 70,35 m. V svojem prvem nastopu na olimpijskih igrah 2020, ki so potekala julija 2021 v Tokiu, je osvojil peto mesto.
21. maja 2022 je zmagal na mitingu diamantne lige v Birminghamu s slovenskim rekordom 71,27 m. Na svetovnem prvenstvu leta 2022 v Eugenu je osvojil naslov svetovnega prvaka z dolžino 71,13 m, ki je bil tudi rekord svetovnih prvenstev, na evropskem prvenstvu istega leta v Münchnu pa je osvojil srebrno medaljo. Leta 2022 je bil izbran za slovenskega športnika leta. 17. junija 2023 je na mitingu bronaste serije v Jõhviju zmagal z dolžino 71,86 m, kar je njegov osebni rekord, slovenski državni rekord, najboljši izid sezone na svetu in tudi izenačenje četrtega najboljšega dosežka v zgodovini discipline. Na svetovnem prvenstvu leta 2023 v Budimpešti je osvojil naslov svetovnega podprvaka z dolžino 70,02 m. Leta 2024 je osvojil naslov evropskega prvaka v Rimu z dolžino 68,08 m. 24. maja 2025 je postavil nov osebni in državni rekord z 72,34 metra ob zmagi na Memorialu Borisa Hanžekovića v Zagrebu, 31. maja je rekord izboljšal še za 2 cm na 25. mednarodni atletski ligi Telekoma Slovenije v Slovenski Bistrici.
Njegov trener je bil Gorazd Rajher, vendar se je z njim junija 2021 razšel zaradi različnih pogledov na način poteka treningov. Od februarja 2022 je bil njegov trener nekdanji olimpijski in svetovni prvak v metu diska Gerd Kanter, ki je napovedal tudi lov na svetovni rekord. Marca 2024 je prekinil sodelovanje s Kanterjem, nadomestil ga je nekdanji estonski metalec kladiva Mart Olman.

## Mednarodna tekmovanja
| Leto | Tekmovanje                       | Prizorišče            | Uvrstitev | Disciplina          | Rezultat   |
| ---- | -------------------------------- | --------------------- | --------- | ------------------- | ---------- |
| 2016 | Evropsko mladinsko prvenstvo     | Tbilisi, Gruzija      | 26. (kv)  | Met diska (1,5 kg)  | 47,49 m    |
| 2017 | Evropsko prvenstvo do 20 let     | Grosseto, Italija     | –         | Met diska (1,75 kg) | brez       |
| 2018 | Sredozemske igre                 | Tarragona, Španija    | 2.        | Met diska           | 62,03 m    |
| 2018 | Svetovno prvenstvo do 20 let     | Tampere, Finska       | 15. (kv)  | Met diska (1,75 kg) | 56,47 m    |
| 2019 | Evropski pokal v metih do 23 let | Šamorín, Slovaška     | 1.        | Met diska           | 62,90 m    |
| 2019 | Evropsko prvenstvo do 23 let     | Gävle, Švedska        | 1.        | Met diska           | 63,82 m    |
| 2019 | Svetovno prvenstvo               | Doha, Katar           | 31. (kv)  | Met diska           | 59,55 m    |
| 2021 | Poletne olimpijske igre          | Tokio, Japonska       | 5.        | Met diska           | 66,62 m    |
| 2022 | Svetovno prvenstvo               | Eugene, ZDA           | 1.        | Met diska           | 71,13 m CR |
| 2022 | Evropsko prvenstvo               | München, Nemčija      | 2.        | Met diska           | 68,28 m    |
| 2023 | Svetovno prvenstvo               | Budimpešta, Madžarska | 2.        | Met diska           | 70,02 m    |
| 2024 | Evropsko prvenstvo               | Rim, Italija          | 1.        | Met diska           | 68,08 m    |
| 2024 | Poletne olimpijske igre          | Pariz, Francija       | 4.        | Met diska           | 68,41 m    |